# Michael Haulică
Pour les articles homonymes, voir Haulica.
 (octobre 2013).
Si vous disposez d'ouvrages ou d'articles de référence ou si vous connaissez des sites web de qualité traitant du thème abordé ici, merci de compléter l'article en donnant les références utiles à sa vérifiabilité et en les liant à la section « Notes et références ».
Michael Haulică, né le 1er février 1955 à Armășești dans le Județ de Vâlcea, est un écrivain roumain de science-fiction.

## Biographie
En 1978, il est diplômé de la faculté de mathématiques, spécialisation « informatique », à l'Université Transylvania Brasov. Il fut programmeur pendant 25 ans, puis se consacra entièrement à l'écriture.

## Littérature
Il fait ses débuts poésie en 1974 dans le magazine Flacăra

## Prix
- Dan Merișca, 1992
- Prix Vladimir Colin, 2000
- SIGMA, 2002
- Romcon 2001 et 2003
- Mihai Marian  2005
- « homme de l'année » au Gala KULT 2005
- SRSFF prix pour la promotion de  science fiction en 2009
- RomCon et  « Galileo » 2012

## Œuvres
- Madia Mangalena (Institut européen, 1999)
- Despre singurătate și îngeri (éd. Karmat Press, 2001)
- Așteptînd-o pe Sara (éd. Millennium Press, 2005 ; Bao, Ed 2006.)
- AtelierKult: povestiri fantastice (éd. Millennium Press, 2005)
- Nu sînt guru (éd. Bao, 2007), Recueil d'articles
- Povestiri fantastice (éd. Millennium Books, 2010)
- … nici Torquemada  (éd. Millennium Books, 2011)
- Transfer (éd. Millennium Books, 2012)